# Candy Mountain
Candy Mountain és una pel·lícula de 1988 dirigida per Robert Frank i Rudy Wurlitzer i coproduïda entre França, Suïssa i el Canadà. Va guanyar la Conquilla de Plata al Festival de Cinema de Sant Sebastià. Candy Mountain, pel·lícula en la qual fan una aparició especial Arto Lindsay, Joe Strummer i Tom Waits. És una road movie sense pretensions, divertida i càustica, que ens relata la recerca, per part de Julius Brooke, del famós guitarrer Elmore Silk.

## Argument
Julius, un jove novaiorquès, ha anat a investigar el més gran fabricant de guitarres dels Estats Units.

## Repartiment
- Kevin J. O'Connor: Julius
- Harris Yulin: Elmore Silk
- Tom Waits: Al Silk
- Bulle Ogier: Cornelia
- Roberts Blossom: Archie
- Leon Redbone: Leon
- Joe Strummer: Mario
- Laurie Metcalf: Alice
- David Margulies: advocat
- Dr. John: Henry
- Wayne Robson: Buddy Burke
- Jim Jarmusch (no surt als crèdits)